# Feuerwehr in Armenien

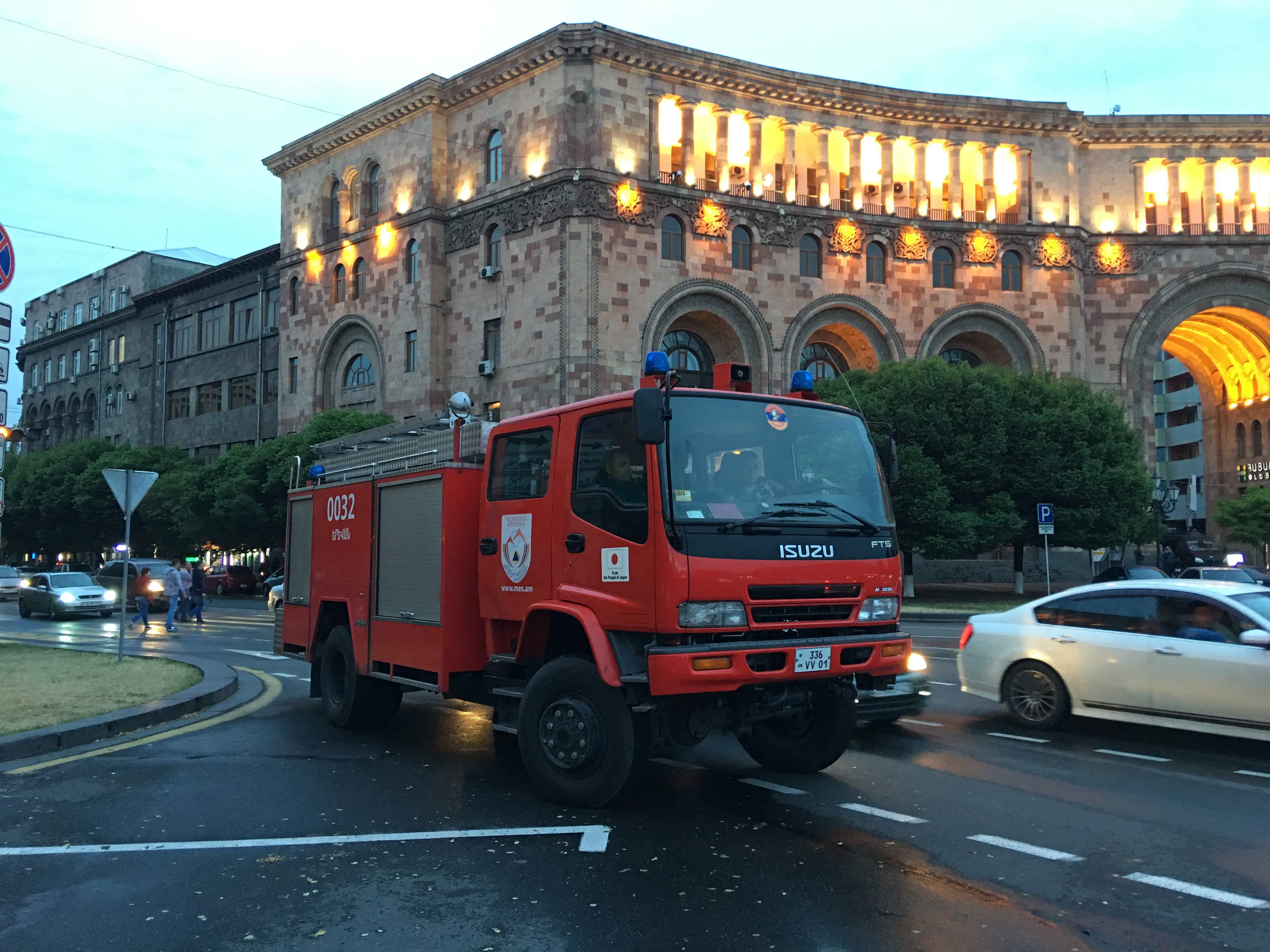
Feuerlöschfahrzeug in Jerewan 2018

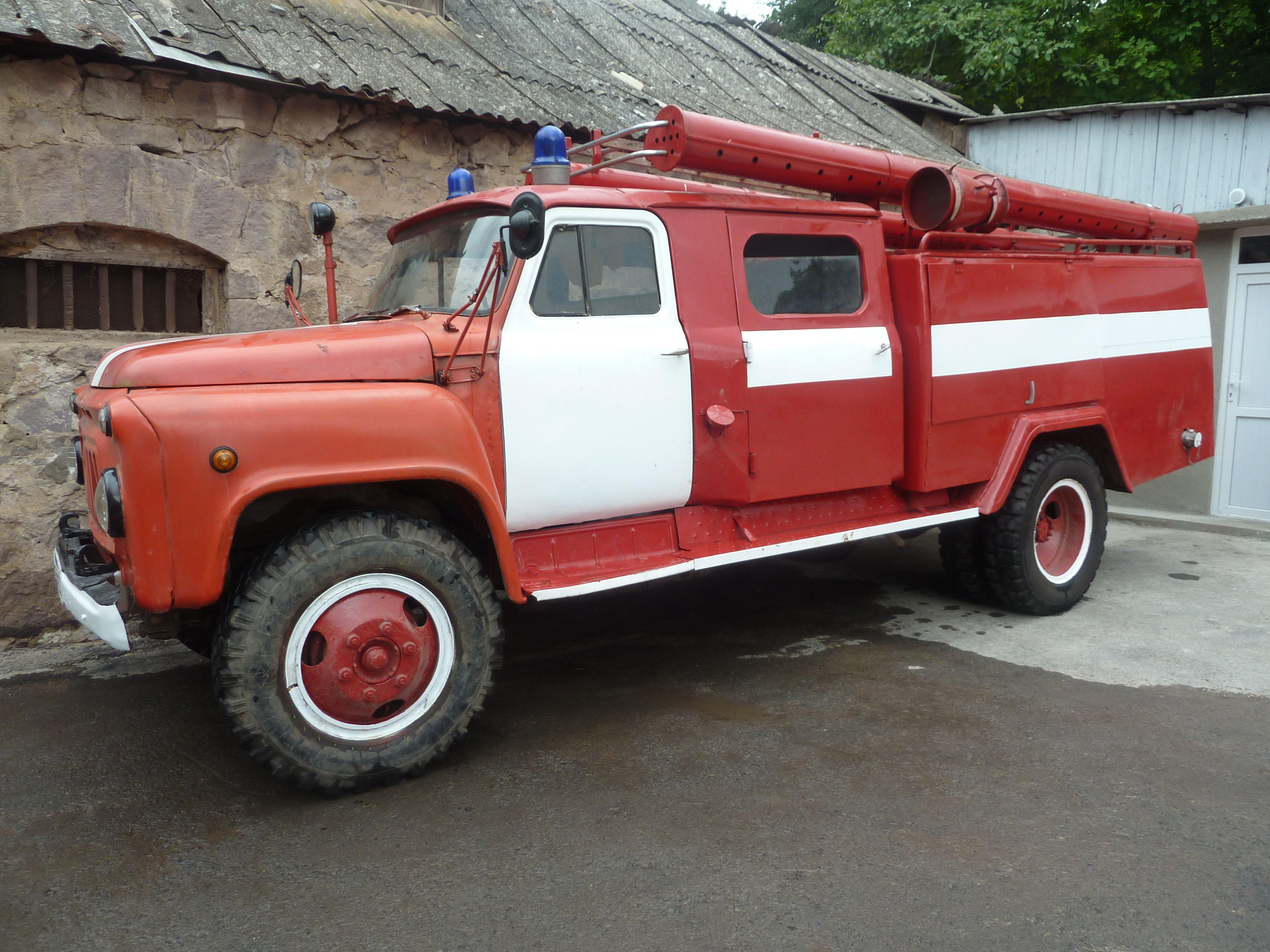
Feuerlöschfahrzeug in der Provinz Tawusch 2011

Die Feuerwehr in Armenien besteht aus rund 2300 Berufsfeuerwehrleuten sowie einer Anzahl von freiwilligen Feuerwehrleuten.

## Allgemeines
In Armenien bestehen 60 Feuerwachen und Feuerwehrhäuser, in denen 147 Löschfahrzeuge und 10 Drehleitern bzw. Teleskopmaste für Feuerwehreinsätze bereitstehen. Insgesamt sind 2298 Berufsfeuerwehrleute und eine nicht bezifferte Anzahl von freiwilligen Feuerwehrleuten im Feuerwehrwesen tätig. Der Frauenanteil beträgt drei Prozent.

## Geschichte
Die erste Freiwilligengruppe des Brandschutzes mit 18 Feuerwehrmännern entstand im Jahr 1924 in Eriwan. Im Jahr 1928 wurde die Zentrale Brandschutzabteilung Armeniens gegründet, die Brandbekämpfungsmaßnahmen in Gjumri, Wanadsor, Dilidschan, Etschmiadsin, Alawerdi, Kapan sowie in einer Reihe großer Industrieunternehmen und Institutionen durchführte. 1934 wurde aus der Zentralen Brandschutzabteilung in der Republik Armenien die Brandschutzabteilung des Volkskommissariats für innere Angelegenheiten. In den 1930er Jahren bestand bereits in Jerewan eine Feuerwehrschule, deren Ausbildungsabschnitte von einem Monat bis zu zwei Jahren dauerten. In den Jahren 1939 bis 1941 wurden militarisierte Brandschutzgruppen in großen Unternehmen der Republik organisiert, und später wurden in Eriwan, Gjumri, Wanadsor, Artik und Dilidschan freiwillige Feuerwehrkompanien gegründet. 1955 wurde die Republikanische Feuerkompanie Հանրապետական հրշեջ ընկերությունը (Հայհրշեջ) eingeführt; der Brandschutz ist nun Teil des Innenministeriums. Im Jahr 1999 gab es in Armenien etwa 90 militarisierte, spezialisierte Feuerwehren und 51 Freiwilligenkompanien.

## Aufgaben und gesetzliche Grundlagen
Die Aufgaben der Feuerwehr in Armenien umfassen im Rahmen des Brandschutzes staatlich-öffentliche Maßnahmen zum Schutz des Lebens von Menschen und materieller Werte. Außerdem ist die Umsetzung von Brandschutzmaßnahmen organisatorisch zu überwachen.
Das Gesetz der Republik Armenien über den Rettungsdienst regelt die Hauptprinzipien der Tätigkeit des Rettungsdienstes (Feuerwehr und Notfallrettung), der Aufgaben im Bereich des Zivilschutzes wahrnimmt, sowie die Merkmale des Rettungsdienstes als eigenständige Art des staatlichen Dienstes. Dieses Gesetz verwendet die folgenden grundlegenden Konzepte:
- Spezielle Rettungsabteilung – eine spezialisierte Einheit für Rettungsaktionen von besonderer Komplexität.
- Spezialfeuerwehr – eine spezialisierte Unterabteilung für die Brandbekämpfung von besonderer Komplexität.
- Feuerwehrabteilung – eine Unterabteilung, die für Rettungs- und Brandbekämpfungsarbeiten bestimmt ist.

Diese Einheiten sind zu folgendem Verhalten verpflichtet:
- das Leben und die Gesundheit einer Person während der Organisation und Durchführung von Rettungs-, Notfallrettungs-, Notfallrehabilitations- und Brandbekämpfungsarbeiten zu schützen, zu retten;
- bereit sein, Rettungs-, Notrettungs-, Notreparatur- und Brandbekämpfungsarbeiten durchzuführen;
- Gewährleistung der Erfüllung gesetzlich festgelegter Aufgaben.

## Feuerwehrorganisation
Die nationale Feuerwehrorganisation im Ministerium für Notsituationen արտակարգ իրավիճակների նախարարություն repräsentiert die armenischen Feuerwehren.